# LARES (satélite)
LARES (acrônimo de Laser Relativity Satellite) (COSPAR ID 2012-006A) é um satélite científico da  Agência Espacial Italiana lançado do Centro Espacial de Kourou na Guiana Francesa, no primeiro voo do veículo de lançamento europeu Vega em 13 de fevereiro de 2012.
Uma versão melhorada chamada LARES 2 está previsto para ser lançado no final de 2019, no primeiro voo do foguete Vega-C.
O satélite LARES é o objeto conhecido mais denso orbitando no Sistema Solar.